# 披薩門陰謀論

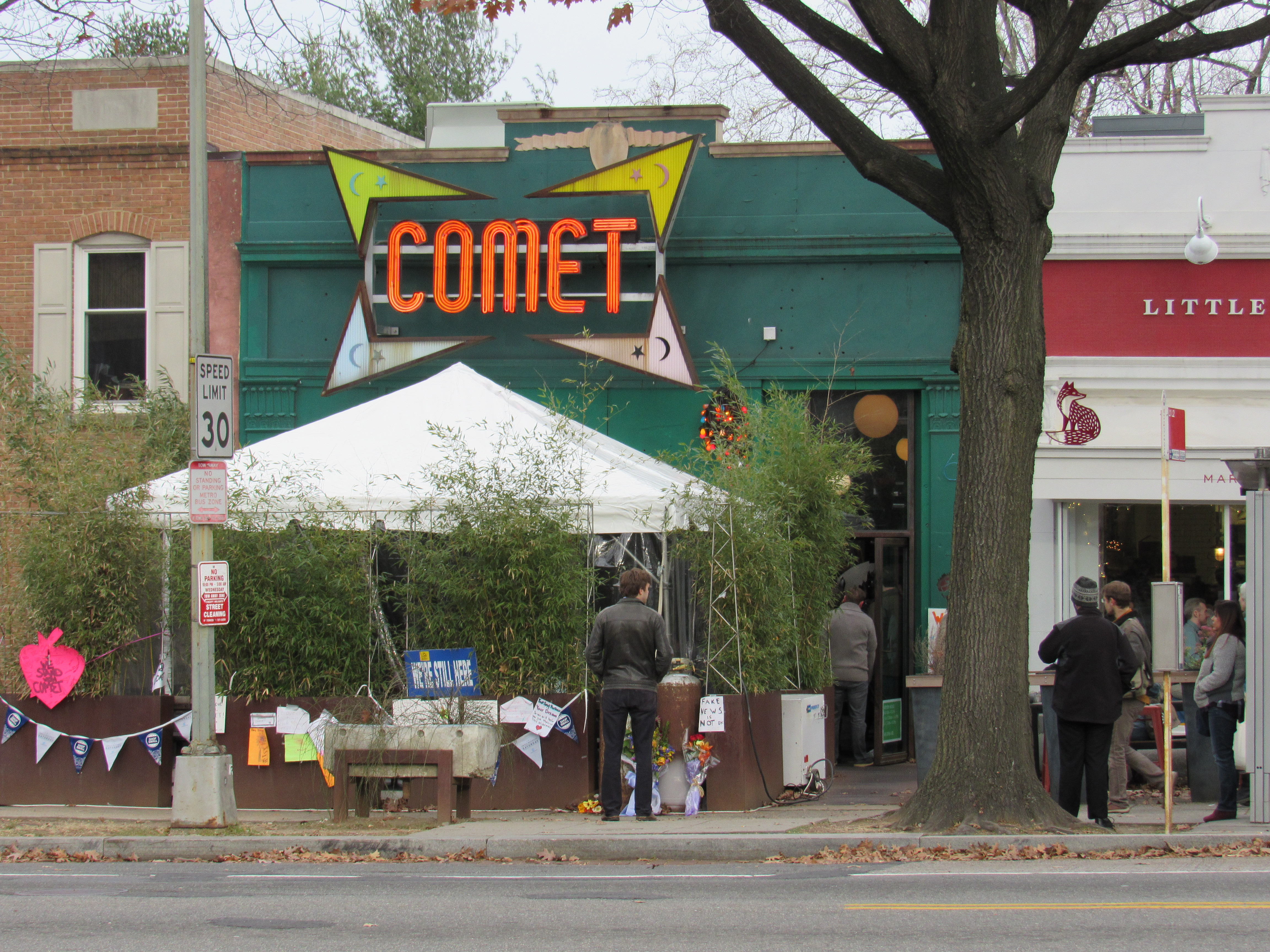
披薩門擁護者認為彗星乒乓和虛構的兒童色情表演場有聯繫

「披薩門」是一個已被打假的陰謀論，在2016年美國總統選舉週期時遭到病毒式傳播。受該陰謀論攻擊的餐廳「彗星乒乓」老闆和員工遭到嚴重的網路暴力，餐廳亦遭到襲擊者破壞。華盛頓哥倫比亞特區警察等許多政府組織亦遭到指責和攻擊。
2016年3月，希拉里·克林顿的競選幕僚長約翰·波德斯塔被黑客利用魚叉式網路釣魚入侵私人電郵。電郵內容於同年11月被維基解密公開。披薩門陰謀論支持者聲稱電郵中的密碼訊息與多名民主黨高層官員及美國餐廳涉嫌人口販賣和兒童色情團體有關。其中一個被指控的公司為位於華盛頓哥倫比亞特區的彗星乒乓披薩店。
另類右派成員、保守派記者等人敦促檢方柯林頓對她的郵件提起訴訟，並在4chan、8chan和Twitter等社群媒體上散播陰謀論。一名來自北卡罗来纳州的男子因而前往彗星乒乓調查陰謀事件，期間曾用步槍對餐廳的儲物室門鎖開槍。餐廳老闆和員工亦受到陰謀論者發出的死亡威脅。
此陰謀論因匿名者Q的陰謀論者和抖音的年輕人「反倒不想去跟著右翼陰謀論者走一條路」而於2020年再度流行。隨著陰謀論的繼續發酵，它逐漸變得去政治化，著眼點從柯林頓身上轉移到涉嫌兒童性販賣的全球菁英。

## 起因

### 開端
| 戴夫·戈德堡      | Twitter的logo，一个风格化的小蓝鸟 |
| @DavidGoldbergNY | Twitter的logo，一个风格化的小蓝鸟 |

在紐約市警察局萌生的謠言中胡瑪的郵件指向一個戀童癖團體，而@希拉里柯林頓是當中的中心人物。 #GoHillary #PodestaEmails23
2016年10月30日
2016年10月30日，一個Twitter帳戶發布了由紐約律師發表的白人優越主義材料，當中宣稱紐約市警察局在調查安東尼·韋納的電郵時發現一個戀童癖組織與民主黨成員有聯繫。維基解密在整個10月和11月陸續公開約翰·波德斯塔的郵件。陰謀論支持者指控電郵中存在有關戀童和人口販賣的暗語，又稱彗星乒乓是撒但虐待儀式的聚會場所。
事件後來被發布到假新聞網站上，最開始是《你的新聞導線》引用當年早些時候在4chan的帖子。《你的新聞導線》的文章之後由親川普的網站（包括SubjectPolitics.com）散播開來，更加聲稱紐約市警察局曾查抄希拉蕊·柯林頓的資產。《保守每日郵報》（Conservative Daily Post）刊登的頭條聲稱聯邦調查局已證實該陰謀論。

### 在社交媒體上散播
BBC報導，一名Reddit用戶發布披薩門「證據」文件後，這項指控在2016年美國總統選舉前幾天便傳播至「主流互联网」。原來的Reddit貼文曾於2016年11月4日和21日被移除了一段時間，指控彗星乒乓參與其中：
「與公司相關的每個人都在半公開、半開玩笑和半挖苦地與未成年人發生性行為。這些在公司工作以及與公司合作的藝術家們還毫無作為，除了對靈魂出竅、鮮血、斬首、性交這些意象保持狂熱，當然，還有披薩」
陰謀論被其他假新聞網站報導，例如《InfoWars》、《星球自由意志》（Planet Free Will）和《警惕市民報》（The Vigilant Citizen），更被邁克·瑟諾維奇、布蘭妮·佩蒂伯恩（Brittany Pettibone）和傑克·波索比奇等另類右派支持。其他支持者包括TheStreet.com前作家大衛·西曼、CBS46主播班·史旺、籃球員和設計師馬庫斯·佩爾松。12月30日，波格特膝蓋受傷康復，Reddit上r/The_Donald社群的網民指控他的受傷跟支持披薩門陰謀論有關。伊隆大學媒體分析助理教授喬納森·奧爾布賴特（Jonathan Albright）表示在捷克、賽普勒斯和越南關於披薩門的推文特別多，而當中最頻繁轉推的人是網路機器人。
Reddit社群/r/The_Donald的網民開了/r/pizzagate看板來繼續討論陰謀論。在用戶發布跟陰謀相關人員的詳細資料後，看板因違反Reddit的反人肉搜尋政策而於2016年11月23日遭到封鎖。Reddit之後發表聲明表示「我們不想在我們網站上進行獵巫活動」。在遭到Reddit封鎖後，討論群移師到與Reddit相同性質的網站Voat的v/pizzagate看板。
陰謀論支持者包括和小麥可·佛林（Michael G. Flynn，迈克尔·佛林的兒子）將這一陰謀演變成更深層次的政府陰謀，並稱之為「戀童門」（Pedogate）。根據這一理論，新世界秩序的「撒但菁英陰謀集團」正在經營著國際兒童性販賣團體。

### 土耳其新聞稿
土耳其的一些親政府報紙（即支持總統雷傑普·塔伊普·埃爾多安）報導這項指控，包括《沙巴報》、《A Haber》、《新黎明報》、《晚間報》和《星報》。陰謀論也有出現在土耳其的Ekşi Sözlük網站以及任何人都能發布內容的新聞網HaberSelf。論壇中直接重新發佈早已被刪除的Reddit子板中的影像和指控，而這些影像和指控被國營媒體完整地重印出來。《每日點選》的專欄作家埃菲·索澤里（Efe Sozeri）提出土耳其政府相關人士一直報導該陰謀論，是想分散人們對2016年3月在當地發生的虐待兒童醜聞的注意力。

## 遭到騷擾的餐廳老闆和員工

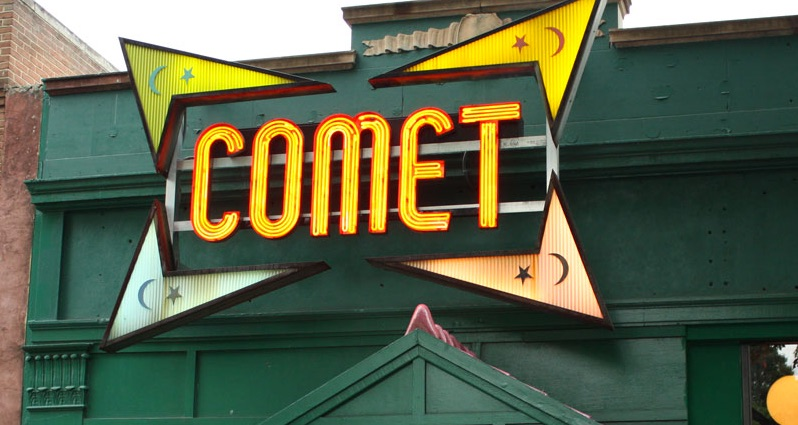
彗星乒乓披薩店遭到上百名相信披薩門陰謀論的人恐嚇。

隨著披薩門的發酵，彗星乒乓遭到上百名披薩門陰謀論支持者恐嚇。餐廳的老闆詹姆斯·阿萊凡蒂斯告訴《紐約時報》：「就是因為這個荒唐又捏造的陰謀論，我們一直受到攻擊。這幾天我什麼都沒做，就只有嘗試澄清以及保護員工和朋友免受威脅。」
一些陰謀論支持者找到了阿萊凡蒂斯的Instagram帳戶，並指他發布的某些照片就是陰謀的證據。許多朋友和家人的相片因為讚好了彗星乒乓的Facebook專頁而被公諸於眾。更有一些圖像被截取自不相關的網站，並被訛稱由阿萊凡蒂斯所拍攝。餐廳老闆和員工均在社交媒體上受到騷擾和恐嚇，而老闆甚至收到死亡威脅。餐廳的Yelp被網站營運商封鎖，指評論「更多是針對新聞報導本身，而不是評論者的個人消費體驗」。
幾個曾在披薩店演出的樂團也面臨騷擾。例如，沉重呼吸樂團的阿曼達·克萊曼（Amanda Kleinman）在收到她和樂團與陰謀論有關係的惡意評論後刪掉了Twitter帳戶。另一個樂團性污漬關閉了他們YouTube影片的留言區，並在視頻資訊欄下解釋爭議。藝術家阿靈頓·德迪奧尼索（Arrington de Dionyso）曾在發生爭議前幾年在披薩店畫過壁畫，其詳細描述了針對他的騷擾活動，並表示：「我覺得這些攻擊非常刻意，而最終將（會變成）對所有自由表達形式進行的協同攻擊。」這次事件被用以跟玩家門爭議進行比較。

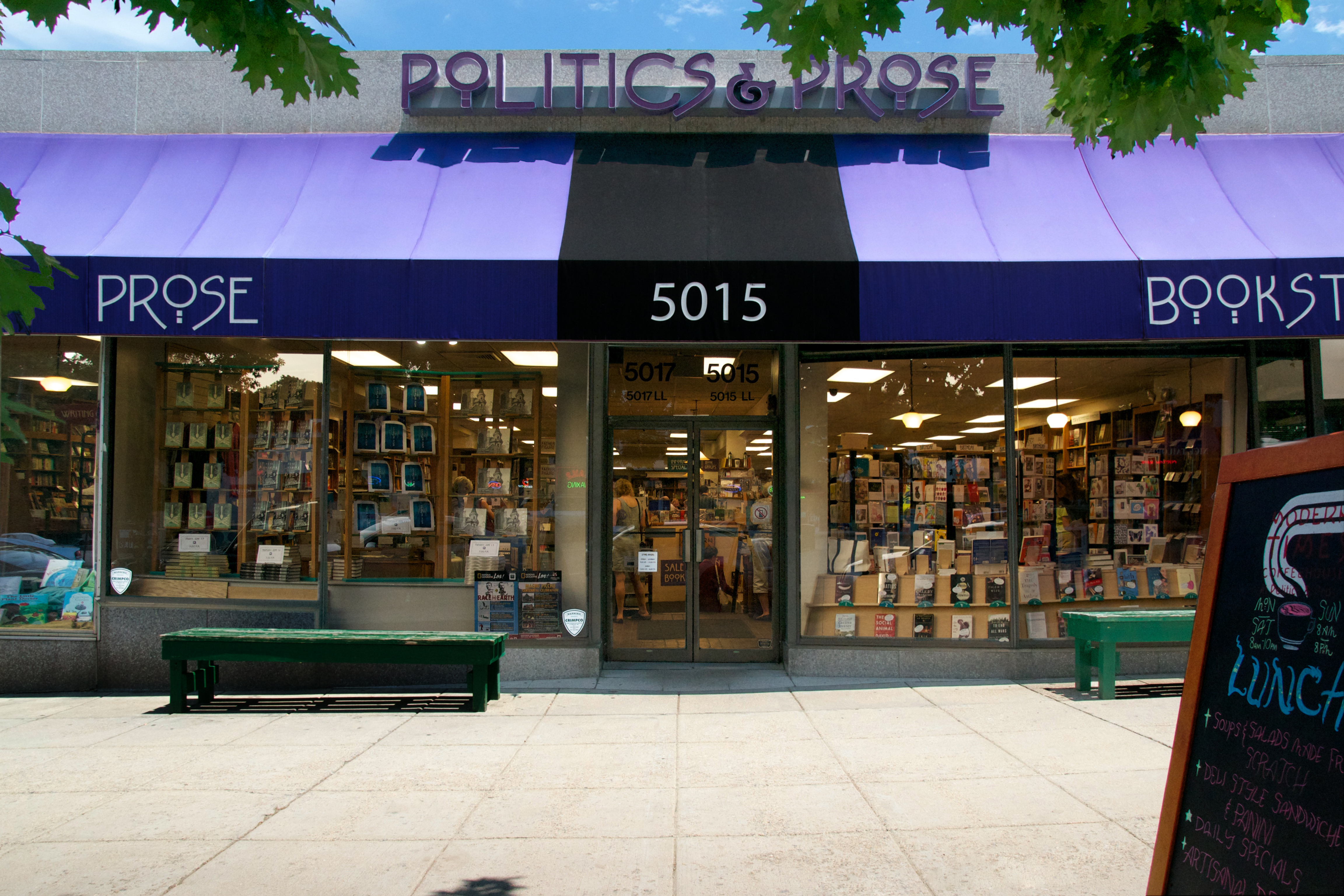
包括政治與散文等一些哥倫比亞特區的公司都因披薩門陰謀論而遭到騷擾

因披薩門受到騷擾的公司不僅限於彗星乒乓，其他像與乒乓三店之隔的野獸披薩（Besta Pizza）、小紅狐咖啡店（Little Red Fox cafe）、政治與散文書店以及泰拉索法式小酒館（French bistro Terasol）等其他位於哥倫比亞特區的公司也同樣如此。這些公司接到大量具威脅性和恐嚇的電話，包括死亡威脅，甚至還受到網路滋擾。小紅狐和泰拉索已向警方備案。
布魯克林的餐廳羅伯塔也被拉進旋渦中，他們接到騷擾電話，包括一名員工接到未知來電表示希望她「即將會流血和被折磨」。這家餐廳被盯上的原因是一部已移除的YouTube影片使用他們社交媒體的圖像並暗示他們有參與虛假的性愛團體。其他人接著在社交媒體散播這項指控，並稱「柯林頓家族愛羅伯塔」。
德克薩斯州的東邊派（East Side Pies）看到它其中一輛貨運被故意噴上綽號，並成為網路騷擾的目標，當中指控他們涉及披薩門，並與中央情報局和光明會有關聯。
聯邦調查局於2017年3月在調查俄羅斯可能干預2016年美國總統選舉時調查了跟披薩門相關的威脅。

## 刑事案件
2016年12月4日，一名來自北卡羅萊納州索爾茲伯里的28歲男子埃德加·麥迪遜·韋爾奇（Edgar Maddison Welch）用AR-15式步槍向彗星乒乓的牆上、桌子和門各射了三槍。韋爾奇後來告訴警方他是對陰謀論作「自我調查」。韋爾奇視自己為故事中可能會拯救到孩童的英雄。他在警察包圍餐廳後投降，並在沒有發生任何事件下被捕。此次事件沒有人員傷亡。
韋爾奇告訴警方，他曾在網上讀到彗星餐廳藏有兒童性奴，所以他想要親自看看他們是否在那裡。韋爾奇後來在接受《紐約時報》訪問時表示他對處理這種情況的形式感到後悔，但不會把這陰謀論摒棄在外，更拒絕將其稱為「假新聞」。一些陰謀論者推測槍擊案是企圖分階段抹黑他們的調查。
2016年12月13日，韋爾奇被控「跨州運輸槍枝並意圖犯罪」（聯邦罪名）。根據法庭公文，韋爾奇嘗試在攻擊三天前招募朋友，並呼籲他們看有關陰謀的YouTube影片。他之後被控另外兩項罪名，大陪審團作出起訴，控告他在犯罪時使用危險武器襲擊並持有槍枝。2017年3月24日，韋爾奇在與檢察官達成認罪協商後，承認犯下聯邦指控的「跨州運輸槍枝」以及哥倫比亞特區指控的「使用危險武器襲擊」。韋爾奇還同意為餐廳的損失賠償5,744.33美元。美國地方法院法官凯坦吉·布朗·杰克森判他有期徒刑4年。在判決前聽審會上，韋爾奇對他的行為感到抱歉，並表示他「愚蠢又魯莽」。
2017年1月12日，一名來自路易斯安那州什里夫波特的52歲男子约瑟夫·李·瓊斯（Yusif Lee Jones）向美國路易斯安那西區聯邦地區法院自首他曾在韋爾奇襲擊三天後打恐嚇電話給與彗星乒乓同個街區的野獸披薩。他表示曾向野獸披薩揚言要「拯救孩子」和「完成其他人沒做到的」。
2019年1月25日，彗星乒乓的其中一間裡屋遭到縱火。員工們迅速撲滅火勢，並沒有人員傷亡。

## 揭穿
陰謀論已受到懷疑並遭到揭穿。事實查核網站Snopes和《紐約時報》經過詳細調查後判斷它是假的。許多新聞機構揭穿它為陰謀論，包括《紐約觀察家報》、《華盛頓郵報》、倫敦的《獨立報》、《赫芬顿邮报》、《華盛頓時報》、《洛杉磯時報》、《福斯新聞頻道》、有線電視新聞網和《邁阿密先驅報》。哥倫比亞特區首都警察局稱此事為「捏造」。
陰謀論的擁護者引用的許多謠傳的證據均來自完全不同的來源，並讓它看起來好像在支持陰謀。他們聲稱是受害者的照片是從社交媒體（如Instagram）擷取披薩店員工的家人和朋友。《夏洛特觀察報》指出揭穿陰謀論的各種信息來源，並指出這包括了除《紐約時報》之外的福斯新聞頻道。
2016年12月10日，《紐約時報》發表了一篇分析理論主張的文章。他們強調：
- 陰謀論者透過彗星乒乓的標誌以及撒旦崇拜和戀童癖的象徵之間的相似性，所以將公司和陰謀扯上關係。然而，《泰晤士報》指出許多不相關公司的標誌也找得到相似之處，例如美國線上、華納媒體和MSN[2]。
- 陰謀論者聲稱彗星乒乓的地下室是一系列交易的核心。但這家餐廳實際上根本沒有地下室，而且圖片用來支撐主張的是在另一個場所拍的[2]。
- 陰謀論者聲稱有餐廳老闆阿萊凡蒂斯身穿有宣傳戀童癖T恤的照片。然而，這張圖是另一個人，而那件衣服是印著「J' ❤ L'Enfant」，其實是代表特區的殷范提咖啡店與酒吧（L'Enfant Cafe-Bar，以參與華盛頓哥倫比亞特區大多佈局的設計師皮爾‧查爾斯‧殷范提（英语：Pierre Charles L'Enfant）命名），而老闆就是照片中的人[2]。
- 陰謀論者聲稱約翰和東尼·波德斯塔（英语：Tony Podesta）綁架了馬德琳·麥肯並利用警察素描逃脫，實際上，同一名嫌疑人的兩張素描是來自兩名目擊者的描述[2]。

沒有所謂的受害者站出來，也沒找到任何物證。

## 反響
2016年11月27日，彗星乒乓老闆詹姆斯·阿萊凡蒂斯在接受全國公共廣播電台訪問時表示陰謀論是「一齣瘋狂地令人費解、捏造、完全是想像出來的謊言的故事」和「協調性政治的攻擊」。一稿多投的專欄作家丹尼爾·露絲（Daniel Ruth）寫道陰謀論者的主張是「具有危險性和危害的虛假指控」，而且他們「屢屢被揭穿、證明不實和駁回」。
儘管陰謀論遭到揭穿，但它依舊在社交媒體上廣泛傳播，例如於2016年11月在Twitter使用主題標籤#Pizzagate的信息超過百萬則。曾在《星球自由意志》創作文章宣傳陰謀論的斯蒂芬妮·麥克威廉斯（Stefanie MacWilliams）之後接受《多倫多星報》採訪時說：「我真的從未後悔過，（因為）它的確增加了我們的讀者人數。」她表示披薩門是「兩個世界的衝突。人們不再相信主流媒體，但人們的確不應該將另類媒體視為真相」。
2016年12月8日，希拉蕊·柯林頓回應陰謀論，並談及假新聞網站的危害。她說：「過去一年來，充滿惡意的假新聞和虛假的宣傳在社交媒體上產生泛濫，現在很明顯這些所謂的假新聞可能會在現實世界產生不好的後果。」

### 公眾意見
公共政策民調基金會於2016年12月6至7日進行了一項民意調查，其訪問了1,224位已註冊的美國選民是否認為希拉蕊·柯林頓「與華盛頓哥倫比亞特區披薩店經營的兒童性團體有關」。當中有9%的人覺得兩者有關聯，72%的人覺得沒有，而19%的人無法確認。
同年12月17至20日，《經濟學人》/YouGov對選民進行了一次民意調查，訪問他們是否相信「柯林頓競選團隊所洩露的電子郵件是有關戀童癖和人口販賣——『披薩門』」。結果顯示17%投柯林頓的選民認為是「真實」，82%認為是「虛假」；而46%投特朗普的選民認為是「真實」，53%認為是「虛假」。

### 艾力克斯·瓊斯和《InfoWars》
在彗星乒乓的槍擊案發生後，亚历克斯·琼斯放棄了哥倫比亞特區的披薩店是陰謀中心的想法。2016年12月4日，《InfoWars》上傳一部YouTube影片，講述披薩門和11月13與一名維護性工作者權利活動家的死亡有關。影片誤稱該活動家曾調查柯林頓基金會和海地人口販賣是否存在關係，並推測她就是因為調查此事件而被謀殺。根據活動家的前雇主、家人和朋友，她的死是出於自殺，而並非調查柯林頓基金會所導致。12月14日，《InfoWars》移除了三部與披薩門相關的影片中的兩部。
2017年2月，阿萊凡蒂斯的律師向瓊斯寄信要求道歉和撤回言論。根據德克薩斯州的法律，瓊斯有一個月的時間遵守，不然會遭受誹謗訴訟。2017年3月，亚历克斯·琼斯為傳播陰謀論向阿萊凡蒂斯致歉，並表示：「據我今天所知，阿萊凡蒂斯先生和他的餐廳彗星乒乓都沒有參與有關披薩門理論當中任何的人口販賣，這在許多媒體機構上都有發表，而我們也對此評論過。」

### 迈克尔·弗林和小迈克尔·弗林
2016年11月，當時就職於唐納·川普當選總統的交接團隊和特朗普任命的國家安全事務助理的迈克尔·弗林在Twitter發佈了多則推文，當中包含有關希拉蕊·柯林頓的陰謀材料。它們指控柯林頓的競選幕僚長約翰·波德斯塔在撒但儀式中有飲用其他人的血和體液，而《政客》表示這「很快演變成彗星乒乓有涉及其中的『#披薩門』陰謀論」。2016年11月2日，弗林在Twitter上發佈了一條鏈接，裡面有一則毫無根據就加以指責的故事，並寫道「你來決定——紐約市警察局告發新的希拉蕊郵件：洗錢、兒童性犯罪……一定要讀讀看！」這則推文超過9千人分享，但於2016年12月12至13日期間在弗林的帳戶遭到移除。
在彗星乒乓的槍擊案發生後，特朗普交接團隊的成員並且是麥可·佛林的兒子小迈克尔·弗林發推文：「直到#披薩門被證明是假的時候，它還只是一則故事。（然而）左派似乎忘記了#波德斯塔電子郵件以及與其相關的許多『巧合』。」2016年12月6日，小佛林被特朗普交接團隊解僱。發言人傑森·米勒並沒解釋小佛林被解僱的原因。然而，《紐約時報》報導說其他官員證實跟那則推文有關。

## 全球傳播，並與匿名者Q合併
2020年，披薩門成為極右派匿名者Q陰謀論的支柱，從本質上少了以美國為中心，並在義大利、巴西、土耳其和世界其他國家有關該主題的影片和貼文都有過百萬的瀏覽次數。新的版本少些黨性，例如在抖音上大多使用主題標籤#PizzaGate的宣導者（絕大部分是青少年）都並非右派人士，而是支持黑人的命也是命的活動。它聚焦在據稱有參與兒童性販賣的全球菁英上，從政客到有權有勢的商人再到明星都榜上有名，例如比爾·蓋茲、和克莉絲汀·泰根。的2020年歌曲《Yummy》被控與這個陰謀論有關，並在這一年重新燃起人們對理論的支持。接著，委內瑞拉YouTuber羅斯·羅贊克發佈了一條講述小賈斯汀音樂錄影帶中的內容是指向披薩門的影片，而讓陰謀論再次變得流行。羅贊克的影片在兩天內有300萬的觀看次數，並讓「披薩門」登上西班牙語言Twitter的熱門話題。理論的擁護者還相信小賈斯汀在之後的Instagram現場直播中給出了密碼信號來承認理論，像是在聊天時被要求如果他是披薩門的受害者就觸碰一下小便帽（然而，沒有任何跡象表明小賈斯汀看到了此留言），結果他真的照做 。
同年4月，一部由前好萊塢特技男演員製作來促進披薩門的傳記片《阴影之外》（Out of Shadows）發佈在YouTube上。抖音用戶開始推廣《阴影之外》和所謂的小賈斯汀協會，直到抖音公司禁止了#PizzaGate主題標籤。《紐約時報》於2020年6月表示該平台帶有#PizzaGate主題標籤的帖子「在最近幾個月就有超過8,000萬的觀看次數」，而Google在這期間的搜索次數也有所增加。他們還指出「根據CrowdTangle的數據表示，在6月的第一週，披薩門在Facebook和Instagram的留言、讚好和分享分別飆升至超過800,000和將近600,000次……相比之下，2016年12月的第一週（它）在Facebook和Instagram的互動分別是512,000和93,000次。從2017年初到2020年1月，披薩門每週在Facebook和Instagram的提及量、讚好和分享平均不到20,000次」。
2020年8月，Facebook因「savethechildren」的主題標籤是被用來宣傳披薩門陰謀論的要素而暫時禁止使用它。

## 外部連結
- 维基共享资源上的相關多媒體資源：披薩門陰謀論